# Scopula figlinaria
Scopula figlinaria är en fjärilsart som beskrevs av Achille Guenée 1857. Scopula figlinaria ingår i släktet Scopula och familjen mätare. Inga underarter finns listade.